# Vällingklocka

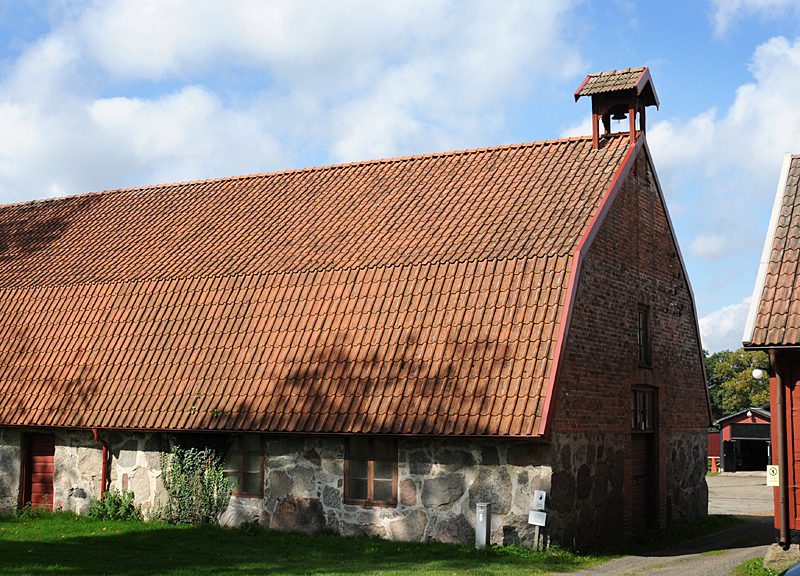
Vällingklocka på Vanås gods i Göinge, Skåne

En vällingklocka är en klocka på en större gård som användes för att sammankalla gårdsfolket till måltider eller signalera arbetspassens start och slut.
Vällingklockan fanns ofta mycket synligt ovanför en gavel på ett hus eller trösklada och kunde dekoreras med bilder, gårdens namn samt tillverkarens namn. Vällingklockan blev ett vanligt gårdattribut under 1600-talet. Under 1800-talet gjorde fickuren vällingklockorna onödiga, och de började tas ur bruk under tidigt 1900-tal.

## Bildgalleri

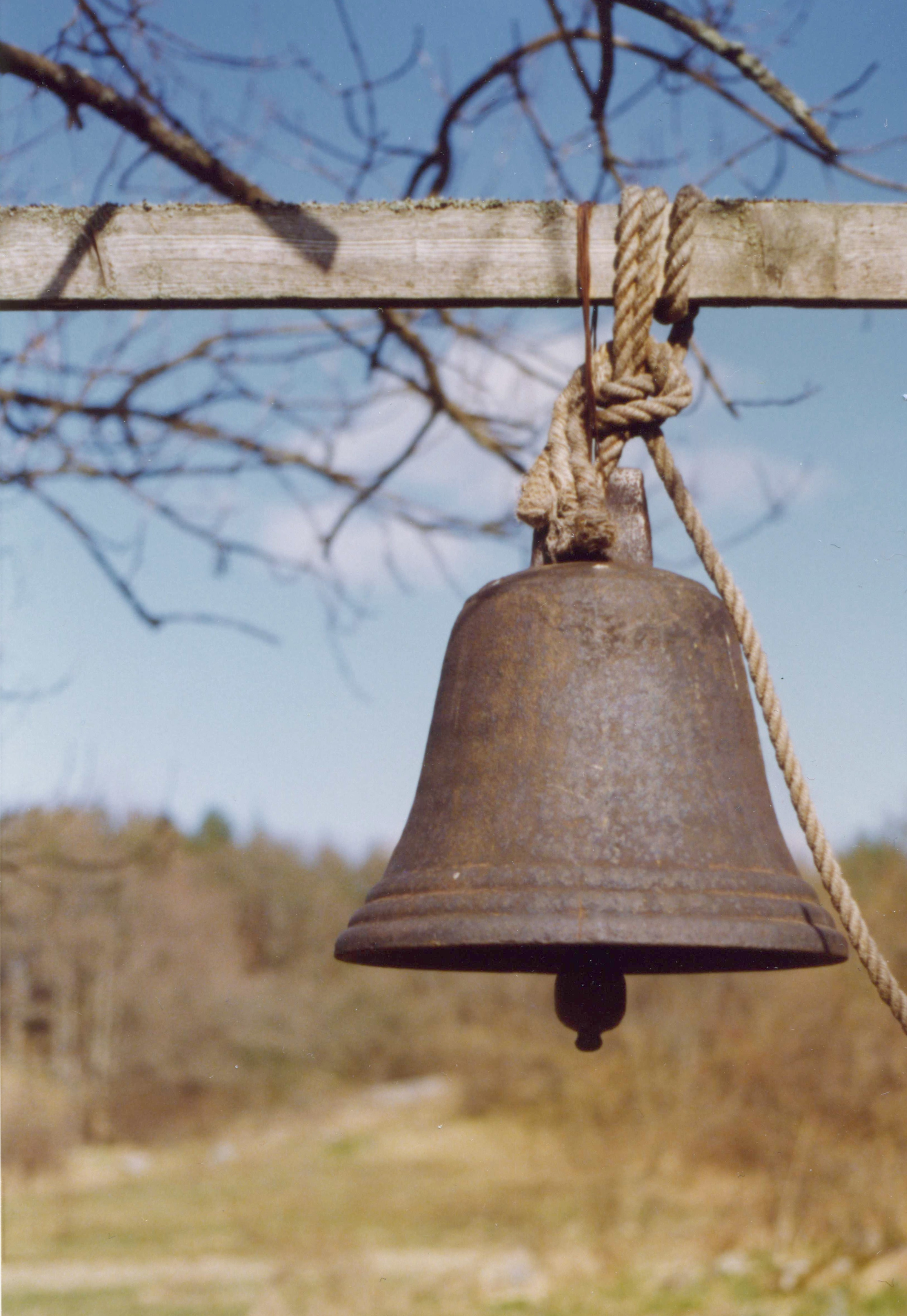
Vällingklocka i Sverige
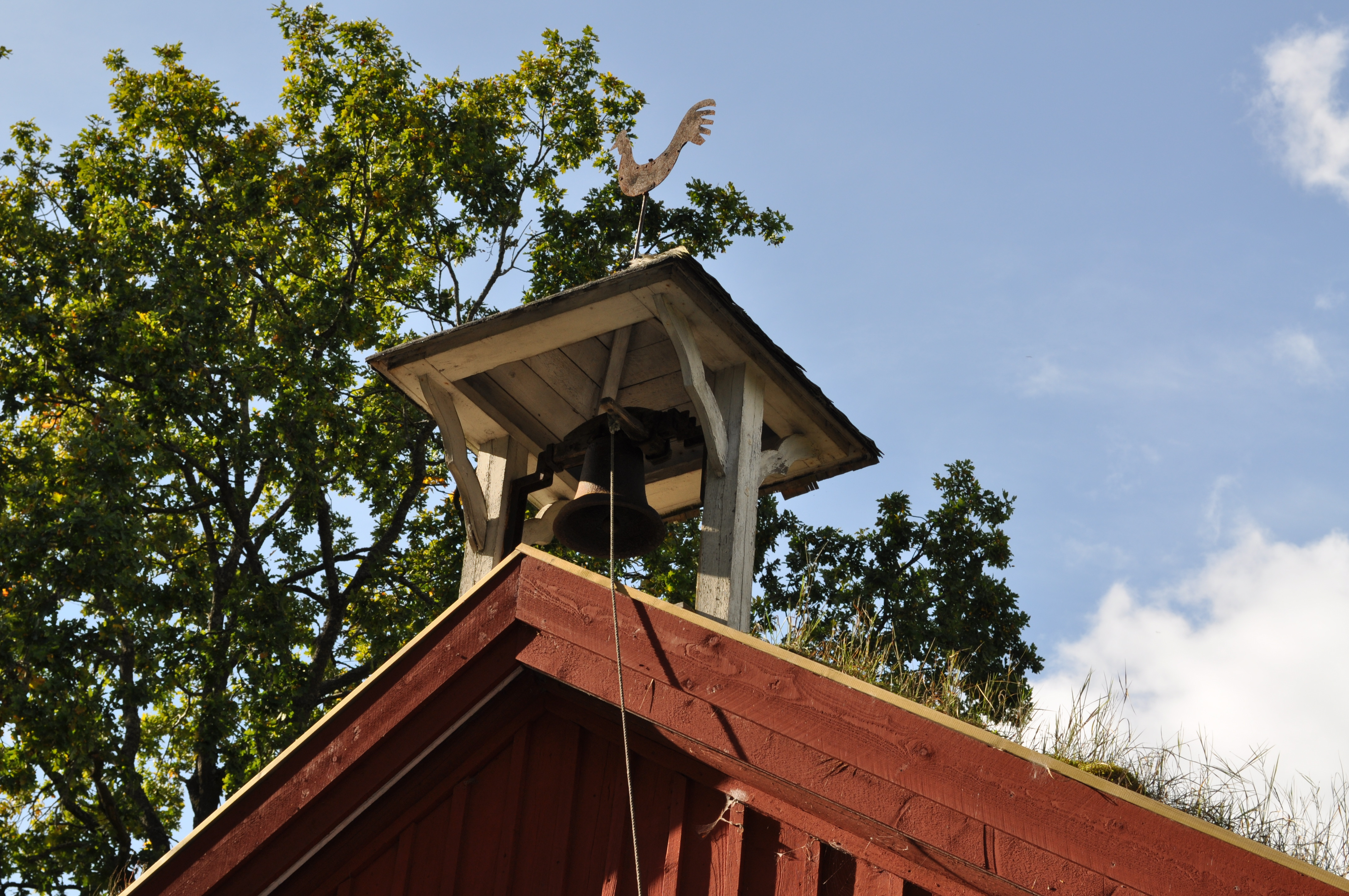
Vällingklocka på en lada Lunnabackens hembygdsgård Urshult
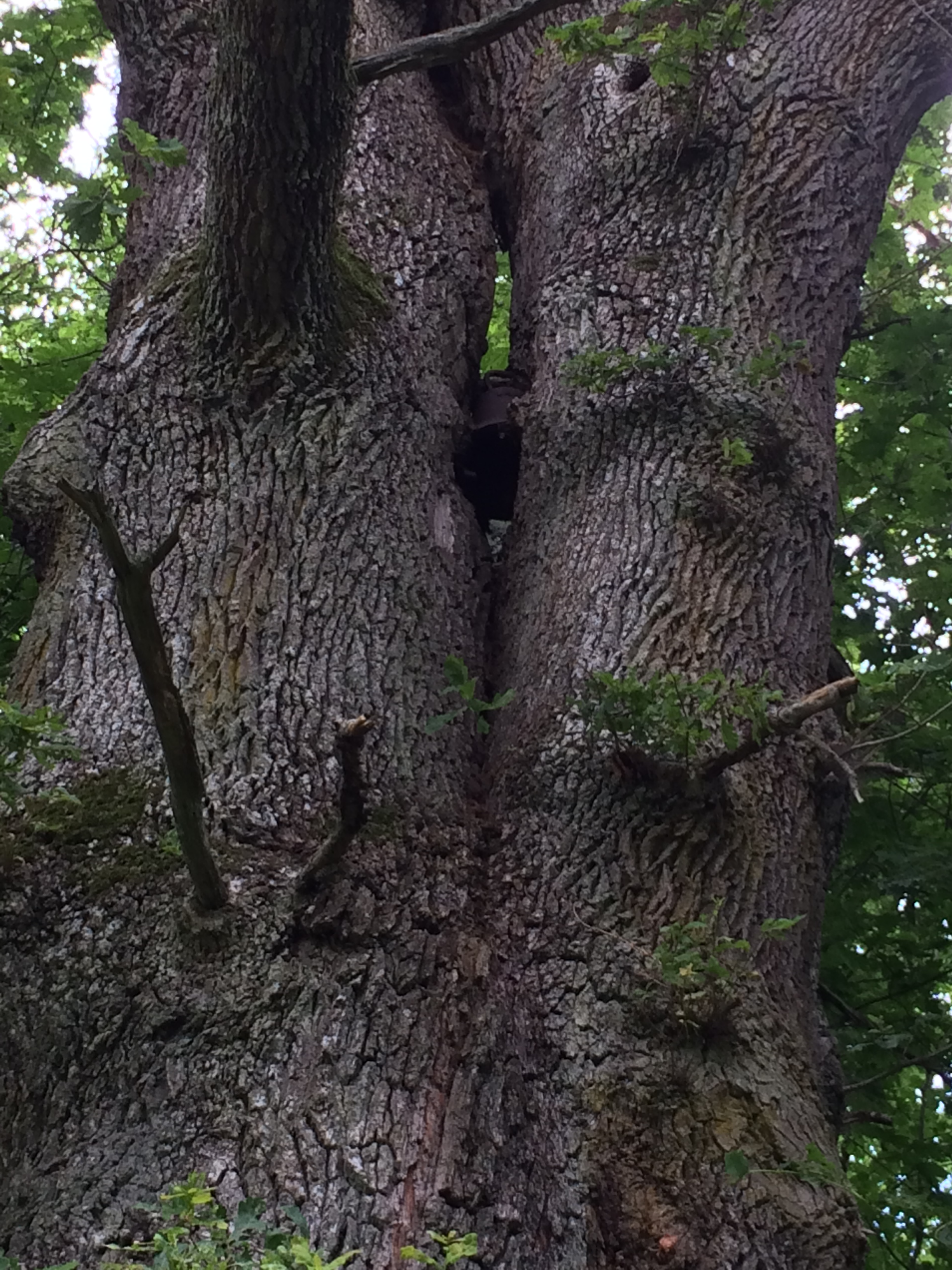
Vällingklocka fastvuxen i en ek i Bjäraryd, Sölvesborgs kommun

### Fotnoter
1. ↑  ”Vällingklocka”. Solhem 9. http://www.solhem9.se/Vallingklocka_historia.htm. Läst 30 maj 2017.